# Mercia
Mercia (engleză veche: Mierce, "oamenii graniței") a fost unul dintre regatele medievale anglo-saxone ale  heptarhiei, întemeiat în împrejurimile văii  râului Trent, teritoriile sale fiind cunoscute astăzi sub numele de Midlands.
Printre vecinii Merciei erau Northumbria, Powys, regatele din sudul Țării Galilor, Wessex, Sussex, Essex, și Anglia de Est.

## Istoria timpurie
Evoluția exactă a Merciei după invazia anglo-saxonă este chiar mai obscură decât cea a  Northumbriei, a regatului Kent, sau chiar a celui din Wessex. Studiile  aheologice arată că anglii s-au stabilit în teritoriile de la nord de râul Tamisa și ale văii râului Trent, în jurul  secolului al VI-lea.
Primul nobil considerat rege al Merciei al cărui nume îl cunoaștem este Creoda, strănepotul lui Icel. A venit la putere în anul 585 și a fost succedat de către fiul său, Pybba, în 593. Cearl, o rudă a lui Creoda, i-a urmat lui Pybba în 606; în 615 fiica lui Cearl, Cwenburga, s-a căsătorit cu Edwin, regele  Deirei, pe care Cearl îl adăpostise după ce acesta fusese exilat. Următorul rege al  Merciei a fost Penda, care a domnit între din 626 sau 633 până în 655. O parte din ceea ce cunoaștem despre Penda provine din scrierile lui Bede, care îl displăcea deoarece era dușmanul  Northumbriei,  dar și pentru că nu era creștin, cu toate că Bede recunoaște că Penda a fost cel care i-a lăsat pe misionarii din Lindisfarne să creștineze Mercia. După o domnie plină de bătălii câștigate împotriva tuturor oponenților săi, Penda a fost în final înfrânt și ucis în Bătălia de la Winwaed de către regele Northumbriei, Oswiu, în 655.
Înfrângerea a dus la  prăbușirea temporară a puterii Merciei. Lui Penda i-a urmat primul său fiu, Peada, dar în primăvara anului 656 Oswiu a preluat controlul întregii Mercii după asasinarea lui Peada. O revoltă în 658 a dus la venirea pe tron a unui alt fiu al lui Penda,  Wulfhere, care a condus Mercia până la moartea sa în  675. Wulfhere a reușit inițial să restabilească puterea Merciei, dar la sfârșitul domniei sale a fost învins crunt de către Northumbria. Următorii regi,  Ethelred și  Cenred, fiul lui Wulfhere, sunt mai bine cunoscuți pentru activitățile lor în domeniul religiei. Ultimul descendent direct al lui Penda, venit pe tron în 709,  Ceolred, este considerat de către Sfântul Bonifaciu un tânăr cu standarde morale discutabile, murind după ce înnebunise.
 Ethelbald (716 – 757) a trebuit să-i înfrunte în primii ani ai domniei pe puternicii săi rivali, Wihtred de Kent și Ine de Wessex, dar când Wihtred moare în 725 și Ine se retrage în anul următor pentru a deveni călugar la Roma, Ethelbald primește mână liberă pentru a impune hegemonia Merciei asupra regatelor anglo-saxone de la sud de Humber, și datorită talentului său ca lider militar a câștigat și titlul de Bretwalda. Ethelbald a suferit o înfrângere în 752 în fața saxonilor de vest sub conducerea lui  Cuthred, dar se pare că Ethelbald si-a reimpus dominația asupra regatului Wessex până în 757.

## Offa și ascensiunea regatului Wessex
După asasinarea lui Ethelbald de către una dintre gărzile sale în 757 a izbucnit un adevărat război civil, încheiat de victoria lui Offa. Acesta a fost nevoit inițial să restabilească hegemonia asupra regatelor sudice, însă nu numai că a reușit cu succes acest lucru, dar a și devenit cel mai mare rege din întreaga istorie a Merciei. Nu numai că a căștigat o serie de bătălii care i-au asigurat dominația asupra Angliei sudice, dar s-a implicat și în administrarea problemelor economice ale regatului, și chiar și în administrarea bisericii din Anglia. De asemenea, se pare că negocia cu Carol cel Mare de pe picior de egalitate.
| “                                                            | 757 (755) Și în același an, Aethelbald, regele mercienilor, a fost ucis la Seckington, și trupul său a fost înmormântat la Repton. Și Bearnred i-a urmat la tron și a ținut regatul pentru puțină vreme și în chip nefericit. Și în același an Offa i-a urmat și a ținut regatul timp de 39 de ani, și fiul său Ecgfrith l-a ținut pentru 141 de zile. Offa era fiul lui Thingfrith, fiul lui Eanwulf, fiul lui Osmad, fiul lui Eawa, fiul lui Pybba, fiul lui Cnebba, fiul lui Icel, fiul lui Eamer, fiul lui Angeltheow, fiul lui Offa, fiul lui Waermund, fiul lui Wihtlaeg, fiul lui Odin. | ” |
| — Cronica anglo-saxonă: domnia lui Offa și genealogia regală | |   |

Offa a încercat să îi asigure lui Ecgfrith de Mercia succesiunea la tron, însă după moartea sa din iulie 796, Ecgfrith a supraviețuit numai încă cinci luni, regatul trecând în mâinile unei rude îndepărtate, Coenwulf. În anul 821, Coenwulf a fost urmat la tron de către fratele său, Ceolwulf, care a demonstrat reale calitați de conducător militar, prin distrugerea fortăreței Deganwy din Powys. Puterea saxonilor de vest sub Egbert începuse să crească în această perioadă, iar în 825 Egbert  l-a înfrânt pe regele Merciei, Beornwulf (care îl detronase pe Ceolwulf în 823) la Ellendun.
Bătălia de la Ellendun s-a dovedit decisivă. Beornwulf a fost ucis în timp ce încerca să țină sub control o revoltă a  celor din Anglia de Est, succesorul său, Ludeca, având aceeași soartă. Următorul rege, Wiglaf, a domnit mai puțin de doi ani, fiind apoi înlăturat de către Egbert de Wessex. În 830, Wiglaf a recâștigat independența Merciei, dar până în acest moment, regatul Wessex deja devenise în mod cert puterea dominantă în Anglia. Wiglaf a fost succedat de către Beorhtwulf.

## Mercia în timpul invaziei daneze
Burgred, venit pe tron în 852, împreună cu Ethelwulf de Wessex a subjugat nordul Tării Galilor. În 868, armatele daneze armatele au ocupat orașul Nottingham. Danezii l-au înlăturat pe Burgred, ultimul rege al Merciei, din regatul său în 874, iar în 886, o parte din est a regatului a fost inclusă în Danelaw, în timp ce Mercia a fost redusă numai la partea sa vestică.
Danezii l-au numit pe un nobil din Mercia, Ceolwulf al II-lea, rege în 873 în timp ce partea rămasă independentă a fost condusă de Ethelred de Mercia, numit “earl”, și nu rege, domnind între anii 883 și 911, acesta purtând o strânsă aliantă cu Wessex. Ethelred s-a căsătorit cu Æthelflæd, fiica lui Alfred cel Mare din Wessex. Aceasta a preluat treptat puterea soțului ei atunci când acesta s-a îmbolnăvit în jurul anului 900, posibil din cauza rănilor pricinuite de bătălia decisivă împotriva vikingilor de la Tettenhall, unde ultima mare armată vikingă care a incercat să jefuiască Anglia a suferit o cruntă înfrângere în fața fortelor combinate ale Merciei și Wessex-ului. După moartea lui Ethelred, Æthelflæd a domnit sigură până la moartea sa în  918, devenind rege fratele ei, Eduard cel Bătrân din Wessex.